# Pereira (ur. 1962)
Pereira, właśc. Márcio Pereira Monteiro (ur. 8 lutego 1962 w Belo Horizonte) – brazylijski piłkarz, występujący podczas kariery na pozycji bramkarza.

## Kariera klubowa
Karierę piłkarską Pereira rozpoczął w klubie Clube Atlético Mineiro w 1981 roku. W lidze brazylijskiej zadebiutował 7 marca 1981 w przegranym 1-2 meczu z CR Flamengo. Z Atlético Mineiro pięciokrotnie zdobył mistrzostwo Minas Gerais – Campeonato Mineiro w 1981, 1982, 1983, 1985, 1986 roku. W 1988 roku występował w Coritibie i Fluminense FC.
W latach 1988–1991 występował w Cruzeiro EC, z którym zdobył mistrzostwo stanu Minas Gerais w 1990 roku. W Cruzeiro 19 maja 1991 w wygranym 2-0 meczu z SE Palmeiras po raz ostatni wystąpił w lidze. Ogółem w latach 1981–1991 wystąpił w lidze w 70 meczach.
Później występował jeszcze w Américe Belo Horizonte i União São João Araras.

## Kariera reprezentacyjna
Pereira występował w olimpijskiej reprezentacji Brazylii. W 1987 roku uczestniczył w Igrzyskach Panamerykańskich, na których Brazylia zdobyła złoty medal. Na turnieju w Indianapolis Pereira wystąpił w meczu z Chile.